# Ben Yagan
Ben Yagan (Armeens: Բեն Յագան) (Brussel, 9 februari 1995) is een Belgische voetballer van Armeense afkomst die als aanvaller speelt. Hij is de broer van Yvan Yagan.

## Carrière
Ben Yagan genoot zijn jeugdopleiding bij Diegem Sport. Daar werd hij op zestienjarige leeftijd opgemerkt door Oud-Heverlee Leuven. In zijn eerste seizoen werd de flankaanvaller nog bij de jeugd ondergebracht, een jaar later maakte hij zijn debuut in het eerste elftal. Op 25 november 2012 maakte Yagan tegen KRC Genk zijn officiële debuut voor OHL. Yagan speelde tot en met het seizoen 2014-2015 voor de Leuvenaars en stapte daarna over naar KSK Heist. Na één seizoen keerde hij echter al terug naar OH Leuven.
In de zomer van 2017 verliet hij OH Leuven een tweede keer, ditmaal voor Dessel Sport uit Eerste klasse amateurs. Op 7 juni 2018 tekende hij voor één seizoen bij KSV Roeselare uit Eerste klasse B. In september 2019 verkaste hij naar Patro Eisden Maasmechelen. Medio 2020 ging hij naar KVK Tienen. En in de zomer van 2022 trok hij naar Eendracht Aalst.

## Statistieken
| Competitie      | Seizoen             | Club                | Competitie | Competitie | Play-off I | Play-off I | Play-off II | Play-off II | Play-off III / Eindr. | Play-off III / Eindr. | Beker | Beker | Europees | Europees | Totaal | Totaal |
| Competitie      | Seizoen             | Club                | Wed.       | Dlp.       | Wed.       | Dlp.       | Wed.        | Dlp.        | Wed.                  | Dlp.                  | Wed.  | Dlp.  | Wed.     | Dlp.     | Wed.   | Dlp.   |
| --------------- | ------------------- | ------------------- | ---------- | ---------- | ---------- | ---------- | ----------- | ----------- | --------------------- | --------------------- | ----- | ----- | -------- | -------- | ------ | ------ |
| Eerste Klasse   | 2012-2013           | Oud-Heverlee Leuven | 8          | 0          | nvt        | nvt        | 3           | 0           | 1                     | 0                     | 0     | 0     | —        | —        | 12     | 0      |
| Eerste Klasse   | 2013-2014           | Oud-Heverlee Leuven | 2          | 0          | nvt        | nvt        | nvt         | nvt         | 5                     | 0                     | 0     | 0     | —        | —        | 7      | 0      |
| Tweede Klasse   | 2014-2015           | Oud-Heverlee Leuven | 14         | 1          | nvt        | nvt        | nvt         | nvt         | nvt                   | nvt                   | 3     | 0     | —        | —        | 17     | 1      |
| Tweede Klasse   | 2015-2016           | KSK Heist           | 20         | 5          | nvt        | nvt        | nvt         | nvt         | nvt                   | nvt                   | 0     | 0     | —        | —        | 20     | 5      |
| Eerste Klasse B |                     |                     |            |            |            |            |             |             |                       |                       |       |       |          |          |        |        |
| 2016-2017       | Oud-Heverlee Leuven | 5                   | 0          | nvt        | nvt        | nvt        | nvt         | nvt         | nvt                   | 2                     | 0     | —     | —        | 7        | 0      |        |
| 2017-2018       | Dessel Sport        | 27                  | 4          | nvt        | nvt        | nvt        | nvt         | 5           | 0                     | 3                     | 0     | —     | —        | 35       | 4      |        |
| 2018-2019       | KSV Roeselare       | 6                   | 0          | nvt        | nvt        | 0          | 0           | 0           | 0                     | 1                     | 0     | —     | —        | 7        | 0      |        |
| Carrièretotaal  | Carrièretotaal      | Carrièretotaal      | 82         | 9          | 0          | 0          | 3           | 0           | 11                    | 0                     | 9     | 0     | 0        | 0        | 105    | 9      |

Bijgewerkt op 17 september 2018.